# Кивалов, Леонид Александрович
Леонид Александрович Кивалов (род. 1 апреля 1988 года, Ставрополь) — российский легкоатлет, специализирующийся в прыжках с шестом. Мастер спорта России международного класса.

## Биография
Леонид Александрович Кивалов родился 1 апреля 1988 года в Ставрополе. Тренировался у Валерия Ивановича Исакина, под руководством которого стал бронзовым призёром чемпионата мира среди юниоров 2006 года, чемпионом Европы среди юниоров 2007 года, серебряным призёром Универсиады 2007 года. В 2007 году установил мировой рекорд среди юниоров в прыжках с шестом в помещении — 5,67 м.
Серебряный призёр чемпионата России 2010 года. Бронзовый призёр чемпионата России в помещении 2015 года и чемпионата России 2016 года.
В 2013 году окончил факультет международных отношений института Дружбы народов Кавказа.

## Основные результаты

### Международные
| Год  | Соревнования                   | Место проведения          | Место  | Результат |
| ---- | ------------------------------ | ------------------------- | ------ | --------- |
| 2005 | Чемпионат мира среди юношей    | Марракеш, Марокко         | 8 (q)  | 4,70 м    |
| 2006 | Чемпионат мира среди юниоров   | Пекин, Китай              | 3      | 5,42 м    |
| 2007 | Чемпионат Европы среди юниоров | Хенгело, Нидерланды       | 1      | 5,60 м    |
| 2007 | Универсиада                    | Бангкок, Таиланд          | 2      | 5,60 м    |
| 2010 | Чемпионат Европы               | Барселона, Испания        | 21 (q) | 5,40 м    |
| 2015 | Универсиада                    | Кванджу, Республика Корея | 9 (q)  | 5,30 м    |

### Национальные
| Год  | Соревнования                 | Место проведения | Место | Результат |
| ---- | ---------------------------- | ---------------- | ----- | --------- |
| 2010 | Чемпионат России в помещении | Москва           | 6     | 5,50 м    |
| 2010 | Чемпионат России             | Саранск          | 2     | 5,45 м    |
| 2011 | Чемпионат России в помещении | Москва           | 9     | 5,30 м    |
| 2011 | Чемпионат России             | Чебоксары        | (q)   | 5,30 м    |
| 2014 | Чемпионат России             | Казань           | 5     | 5,61 м    |
| 2015 | Чемпионат России в помещении | Москва           | 3     | 5,50 м    |
| 2015 | Чемпионат России             | Чебоксары        | 4     | 5,55 м    |
| 2016 | Чемпионат России в помещении | Москва           | 13    | 5,30 м    |
| 2016 | Чемпионат России             | Чебоксары        | 3     | 5,45 м    |